# Sergio López Miró
Sergio López Miró (Barcelona, 15 de agosto de 1968) es un exnadador y entrenador español especialista en la pruebas de braza, que logró la medalla de bronce en los Juegos Olímpicos de Seúl en 1988 en los 200 m braza. Actualmente es el entrenador en jefe del equipo de natación del Instituto Politécnico y Universidad Estatal de Virginia.
Estudió en Estados Unidos, donde compitió para la Universidad de Indiana y la Universidad Americana, y se graduó en Kinesiología. Tras su retirada ejerció como entrenador de los equipos masculino y femenino de natación de la Universidad de Virginia Occidental entre 2005 y 2007. En 2007 pasó a ser entrenador en la The Bolles School en Jacksonville.

## Palmarés internacional
| Juegos Olímpicos                                | Juegos Olímpicos            | Juegos Olímpicos  | Juegos Olímpicos  |
| Año                                             | Lugar                       | Medalla           | Prueba            |
| ----------------------------------------------- | --------------------------- | ----------------- | ----------------- |
| 1988                                            | Seúl ( Corea del Sur)       | Medalla de bronce | 200 m braza       |
| Campeonato Mundial de Natación en Piscina Corta |                             |                   |                   |
| Año                                             | Lugar                       | Medalla           | Prueba            |
| 1993                                            | Palma de Mallorca ( España) | Medalla de plata  | 4 × 100 m estilos |
| Campeonato Europeo de Natación                  |                             |                   |                   |
| Año                                             | Lugar                       | Medalla           | Prueba            |
| 1991                                            | Atenas ( Grecia)            | Medalla de bronce | 200 m braza       |

## Premios, reconocimientos y distinciones
- Medalla de Plata de la Real Orden del Mérito Deportivo, otorgada por el Consejo Superior de Deportes (1994)[5]